# Neue Strömung
Die Neue Strömung (lettisch: Jaunā strāva; Mitglieder: jaunstrānieki) war eine breite linkssoziale, später sozialdemokratische  politische Bewegung in Lettland am Ende des 19. bis Anfang des 20. Jahrhunderts, die ihren Höhepunkt und Abschluss in der Revolution von 1905 fand. Sie prägte die Geschichte Lettlands nach der ersten, von den Jungletten angeführten nationalen Erweckung (lett. Atmoda). Sie war der erste Anlauf lettischer Arbeiter und Bauern, sich politisch zu organisieren.

## Geschichte

### Vorgeschichte
Der Historiker Arveds Švābe beschreibt die Neue Strömung als mit dem „politischen Erwachen der lettischen Arbeiterklasse, ihren ersten Organisationen und der Verbreitung sozialistischer Ideen verbunden“. Viele Historiker zeigen auf, was der Maler Apsīšu Jēkabs „das Aufbrechen eines Risses zwischen dem lettischen Bauern und seinem Knecht“ in den 1870er Jahren nannte. Bereits 1897 standen auf dem heutigen lettischen Staatsgebiet nur noch 418.028 Kleinbauern und Abhängige 591.656 landlosen Landarbeitern gegenüber. Deren Landflucht führte zu einem wachsenden Proletariat, das einen fruchtbaren Nährboden für die aus Westeuropa kommenden sozialistischen Ideen darstellte. Gleichzeitig verlor die Bewegung der Jungletten an Dynamik.

### „Dienas Lapa“
Als Beginn der Neuen Strömung wird meist das Jahr 1886 angesehen, in dem Pēteris Bisenieks, der die Kreditgesellschaft der lettischen Handwerker betrieb, die Zeitung der Bewegung, Dienas Lapa (Tag[e]blatt), in Riga ins Leben rief. Pēteris Stučka, der spätere Führer der lettischen Bolschewiki, wurde 1888 ihr Herausgeber. Von 1891 bis 1896 wurde das Blatt von Bisenieks und Jānis Pliekšāns (später bekanntgeworden unter dem Künstlernamen Rainis) gemeinsam herausgegeben. Unter Pliekšāns und Stučka (von 1896 bis 1897 erneut Herausgeber) wurde Dienas Lapa eine Zeitung mit sozialistischen Positionen und deshalb vom Innenministerium 1897 vorübergehend verboten. Danach schlug die Zeitung mit dem Philosophen und Verleger Pēteris Zālīte (früher der Herausgeber von Mājas Viesis) als Herausgeber wieder eine gemäßigtere Richtung ein. Trotzdem wurde sie 1903 von der Zensur erneut verboten, 1905 als sozialdemokratische Zeitung wieder erlaubt, bevor sie ihr Erscheinen dauerhaft einstellte.
Jānis Pliekšāns bzw. Rainis schmuggelte 1893 in zwei Gepäckstücken Schriften von Karl Marx, Friedrich Engels und Karl Kautsky aus Zürich nach Riga. Dieses „Gepäck mit seinem gefährlichen Inhalt“, wie es der Historiker Uldis Ģērmanis nannte, war die Saat der Lettischen Sozialdemokratischen Arbeiterpartei.